# Passalobia
Passalobia es un género de ácaros perteneciente a la familia Diarthrophallidae.

## Especies
- Passalobia Lombardini, 1926
  - Passalobia hunteri (Schuster & Summers, 1978)
  - Passalobia minygaster (Schuster & Summers, 1978)
  - Passalobia quadricaudata (Lombardini, 1926)